# Wrośniak szorstki

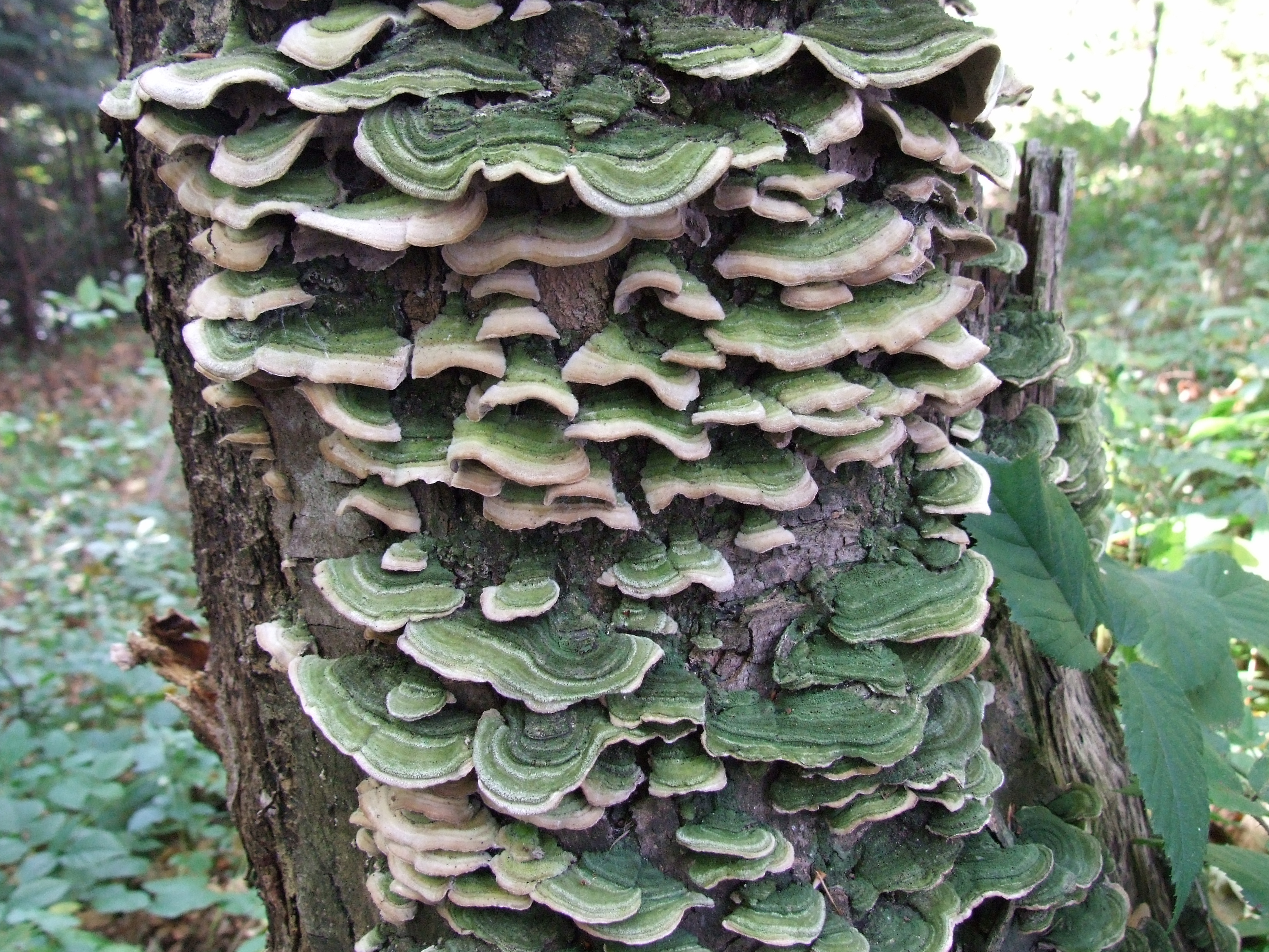
Porośnięte glonami owocniki wrośniaka szorstkiego na martwym pniu

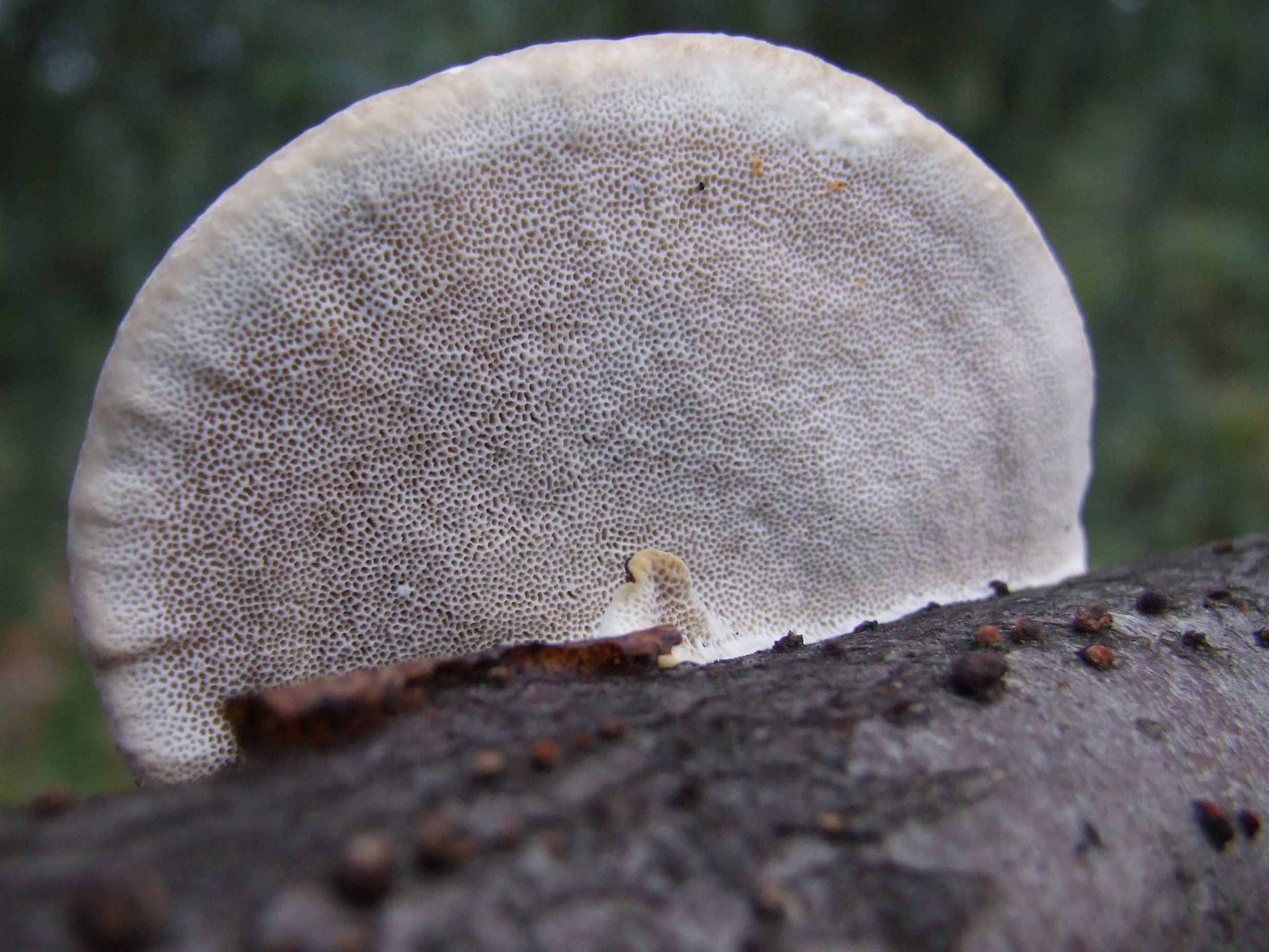
Hymenofor włośniaka szorstkiego

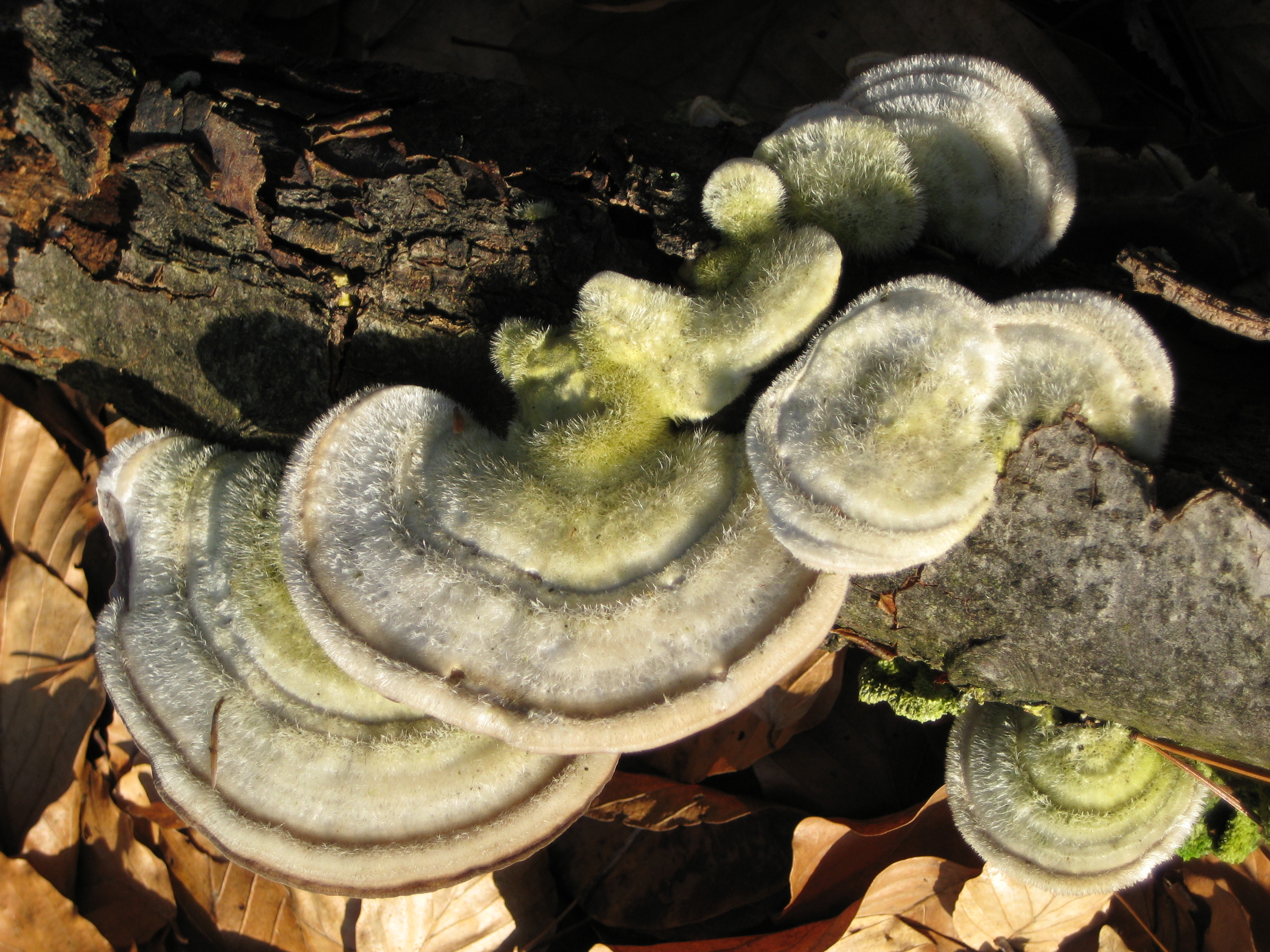
Wyraźnie widoczne koncentryczne rowkowanie i kosmki. Owocnik częściowo zazieleniony glonami

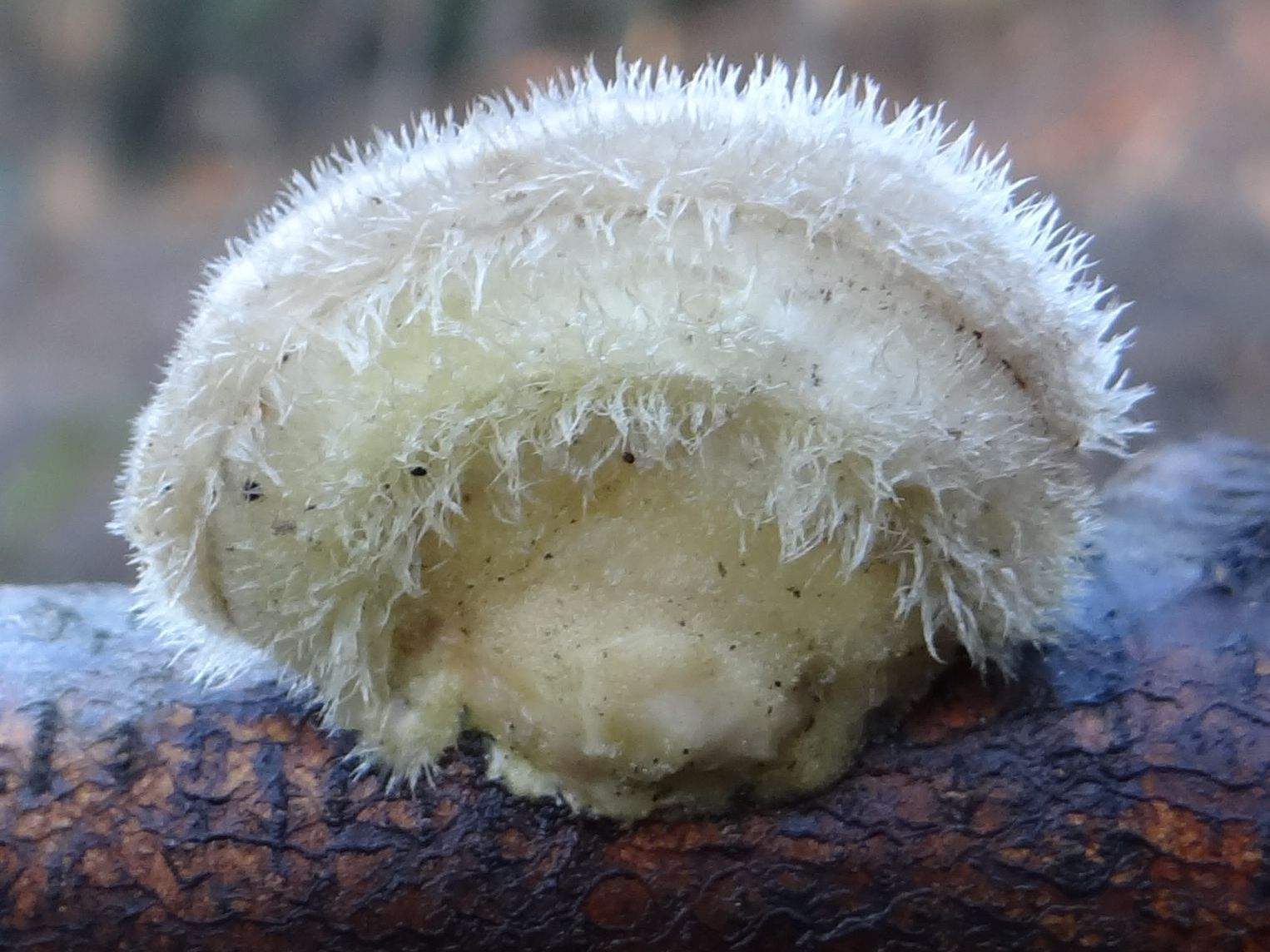
Młody owocnik

Wrośniak szorstki (Trametes hirsuta (Wulfen) Lloyd) – gatunek grzybów z rodziny żagwiowatych (Polyporaceae).

## Systematyka i nazewnictwo
Pozycja w klasyfikacji według Index Fungorum: Trametes, Polyporaceae, Polyporales, Incertae sedis, Agaricomycetes, Agaricomycotina, Basidiomycota, Fungi. Synonimów naukowych ma około 80.
Po raz pierwszy takson ten zdiagnozował w 1791 r. Franz Xaver von Wulfen, nadając mu nazwę Boletus hirsutus. Obecną, uznaną przez Index Fungorum nazwę, nadał mu w 1924 r. Curtis Gates Lloyd, przenosząc go do rodzaju Trametes.
Polską nazwę po raz pierwszy podano w pracy Stanisława Domańskiego i in. w 1967 roku. W polskim piśmiennictwie mykologicznym ma też inne nazwy: huba aksamitna, huba kosmata, huba szorstka, hubka kosmata, hubczak szorstki, żagiew kosmata.

## Morfologia
Owocnik
Osiąga szerokość do 10 cm i grubość do 1 cm. Jest płaski, przyrasta do drzewa bokiem i ma kształt półkolisty, wachlarzowaty lub muszlowaty. Górna powierzchnia ma kolor od białawego poprzez szarożółtawy i rdzawy do orzechowego oraz charakterystyczne koncentryczne rowkowanie. Jest pokryta kosmkami nadającymi jej kosmaty lub filcowaty wygląd. Brzeg jest zazwyczaj ciemniejszy (brązowawy) i falisty lub karbowany. Często owocnik porasta glonami, wskutek czego staje się zielony. Nigdy nie występują odcienie niebieskawe lub szaroczarne. Owocniki często występują gromadnie w szeregach. Są bardzo zmienne morfologicznie i w różnych warunkach środowiska grzyb ten tworzy wiele form znacznie różniących się morfologią owocników.
Hymenofor
Rurkowaty, na młodych okazach biały, potem kremowy, na koniec szarawy lub rdzawy. Rurki tworzą jedną tylko warstwę. Mają długość 1–3 (wyjątkowo do 5) mm, pory okrągłe lub wieloboczne, białe, na starszych owocnikach kremowe, o średnicy 0,2–0,4 mm.
Miąższ
Białawy, elastyczny, o grubości 2–6 mm. Ma lekki zapach anyżu.
Wysyp zarodników
Biały lub słomkowożółty. Zarodniki gładkie, cylindryczne, o zaostrzonej podstawie i końcach prostych lub wygiętych, nieamyloidalne. Rozmiary 6–7,5 × 1,5–2,5 μm.
Gatunki podobne
- blaszkowiec drobnozarodnikowy (Lenzites betulina), często zupełnie identyczny, nie do odróżnienia od górnej strony owocnik, jednak różni się zasadniczo dolną stroną, gdyż nie ma rurek, lecz blaszki[6],
- wrośniak miękkowłosy (Trametes pubescens), który również ma kosmki na kapeluszu. Jest jednak niemal jednolicie biały i nie ma koncentrycznego rowkowania. Jest też dużo rzadszy[5],
- wrośniak strefowany (Trametes ochracea) ma owocniki wyraźniej strefowane, bardziej barwne i o trójkątnym przekroju[7].

## Występowanie i siedlisko
Gatunek kosmopolityczny. Poza Antarktydą występuje na wszystkich kontynentach, a także na wielu wyspach. W Europie Środkowej jest jednym z najbardziej pospolitych wrośniaków.
Grzyb jednoroczny. Zazwyczaj występuje w skupiskach. Atakuje głównie drzewa liściaste (brzoza, buk, jarząb, dąb, wierzba), rzadziej iglaste. Charakterystyczną cechą tego gatunku jest występowanie na drewnie suchym i w dobrze oświetlonych miejscach. Rośnie w lesie, w zaroślach, parkach i ogrodach na pniakach, obumarłych drzewach i ich gałęziach, ale także w wielu innych miejscach, gdzie znajduje się świeże martwe drzewo, np. na drewnianych płotach, żerdziach, w składach drzewa itd. Owocniki wyrastają przez cały rok, również poza lasami na drewnie użytkowym.

## Znaczenie
W Europie i w Polsce uważany jest za grzyba niejadalnego. Grzyb saprotroficzny i pasożyniczy, wnikający do żywych drzew przez rany. Wywołuje białą zgniliznę drewna. Ochrona polega na unikaniu zranień drzew oraz zabezpieczanie ich ran i drewna konstrukcyjnego środkami grzybobójczymi.
Na opracowanej przez FAO liście grzybów jest wymieniony jako grzyb leczniczy w Hongkongu i w Nepalu.